# Památník tří států
Památník tří států, polsky Pomnik Trzech Państw nebo Prawo Wolność Jedność a německy Drei-Länder-Kriegerdenkmal nebo Dreiländereck, se nachází uprostřed kruhového objezdu (Rondo Trzech Narodów) ve vesnici Chałupki (Annaberg), poblíž česko-polské státní hranice v gmině Krzyżanowice v okrese Ratiboř ve Slezském vojvodství v jižním Polsku.

## Historie památníku
První železobetonový památník vznikl v roce 1929 jako symbol vzniku nových státních hranic mezi Německem, Československem a Polskem a sloužil také jako pietní místo připomínky zdejších padlých vojáků v první světové válce. Skutečné historické místo trojstyku (Dreiländereck) státních hranic se však nachází jinde, a to v místě soutoku řek Odra a Olše. Monumentální pomník výšky 19,5 m s německými nápisy, byl postaven podle projektu K. Kaistra z Ratiboře. Na každém ze tří ramen stavby pomníku byly umístěny lidské siluety. Voják směrem k Německu symbolizoval jednotu. Matka s dítětem směrem k Polsku znamenala svobodu. Žena směrem k Československu symbolizovala právo. Uvnitř památníku byla kaple. Kromě křesťanských motivů byly umístěny na památníku také národní německé motivy. V roce 1969 byl první památník výbušninami zlikvidován.
Druhý památník, který je podobný, ale mnohem menší, byl na stejném místě postaven v roce 2012. Na památníku jsou umístěny polské nápisy „Prawo“ „Wolność“ „Jedność“, které česky znamenají „Právo“ „Svoboda“ „Jednota“.

## Galerie

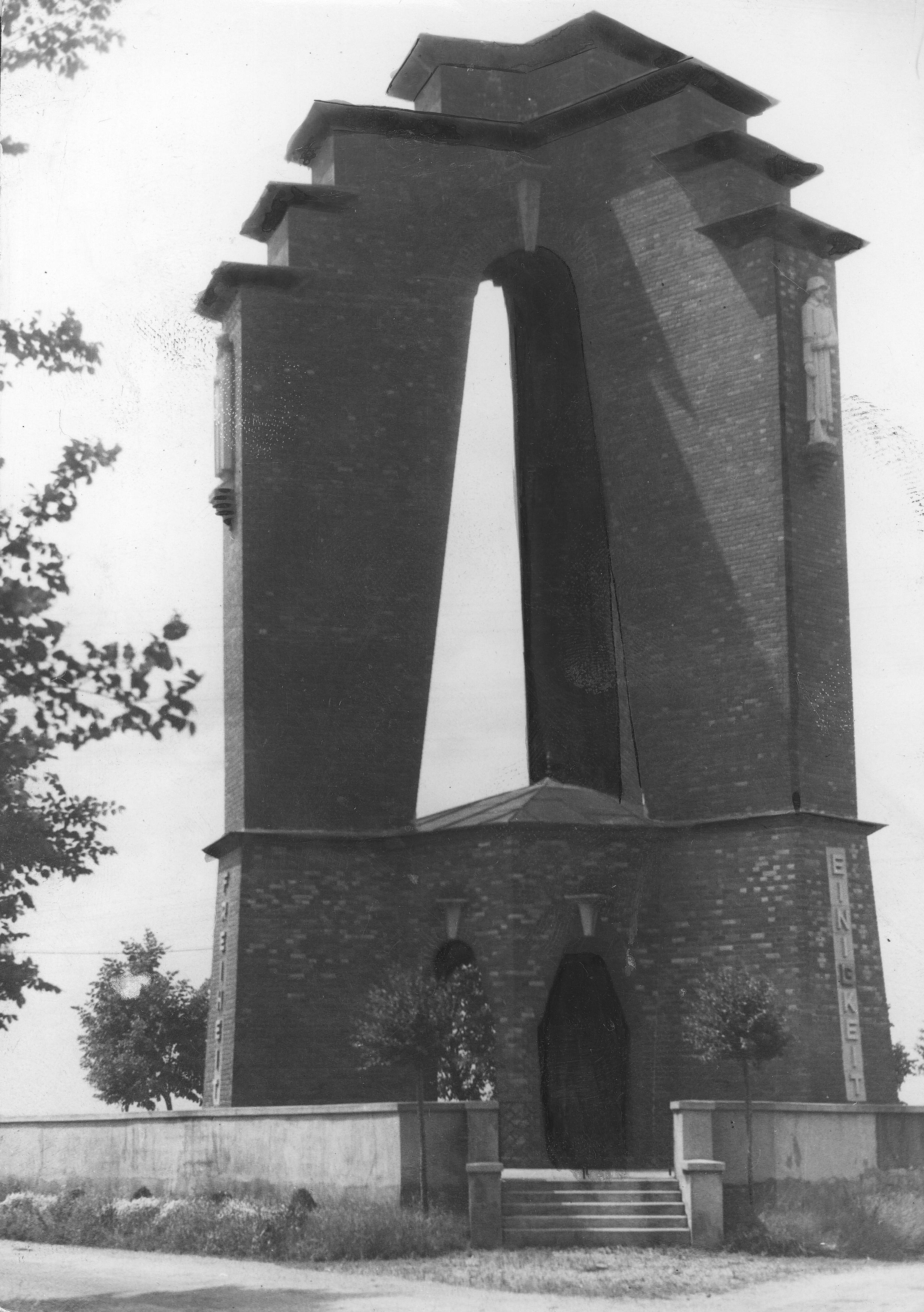
První památník
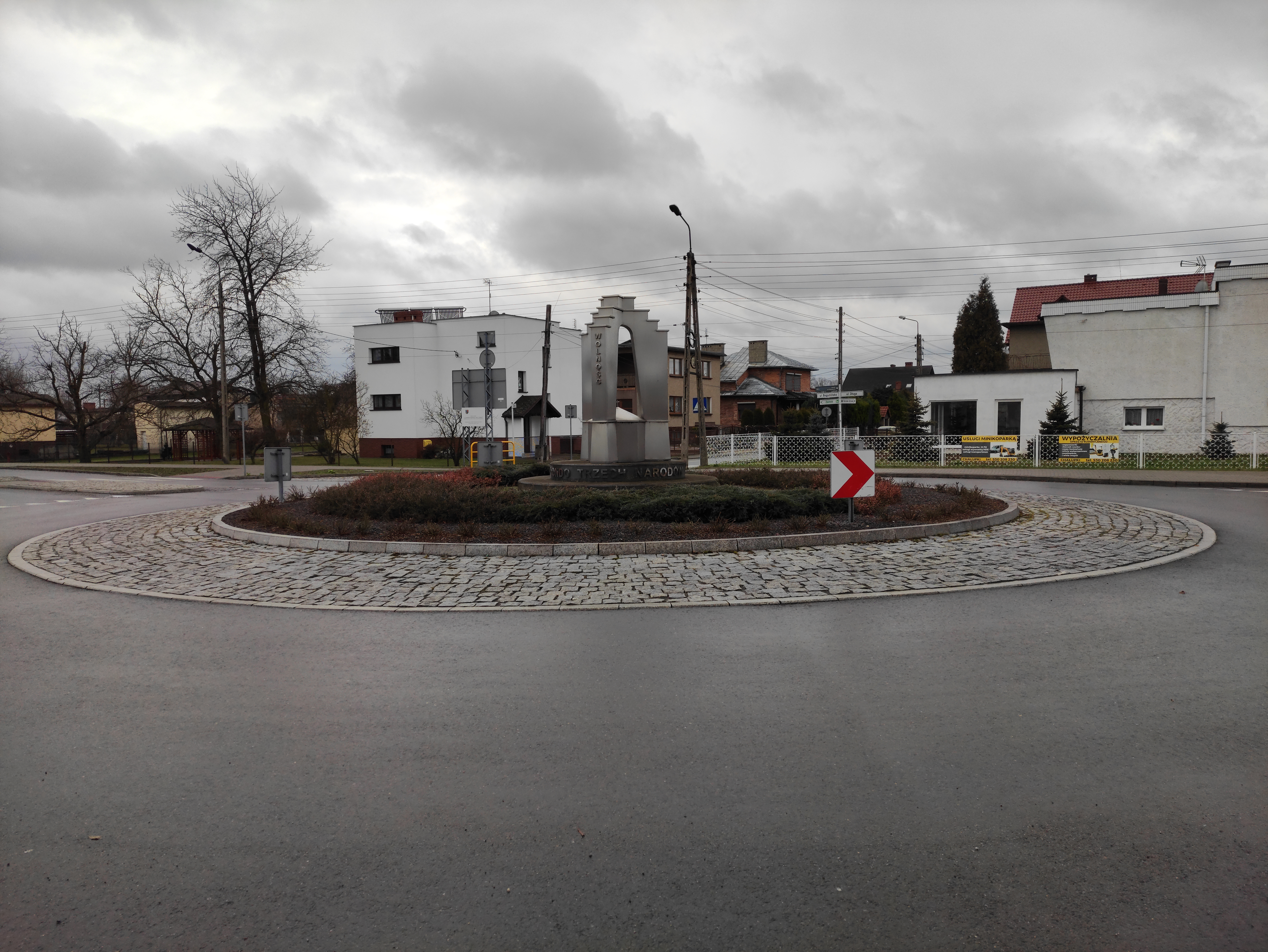
Druhý památník
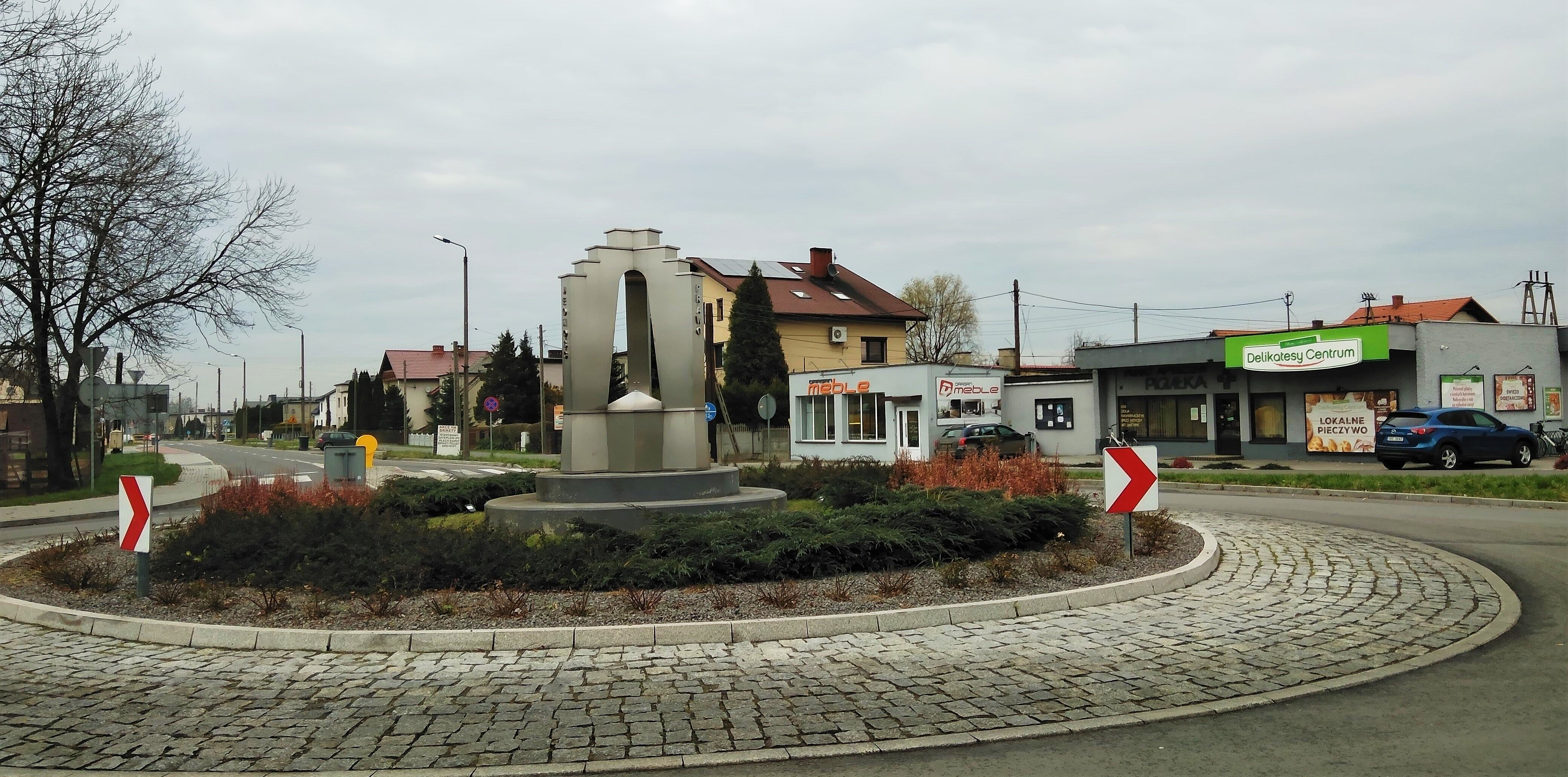
Druhý památník
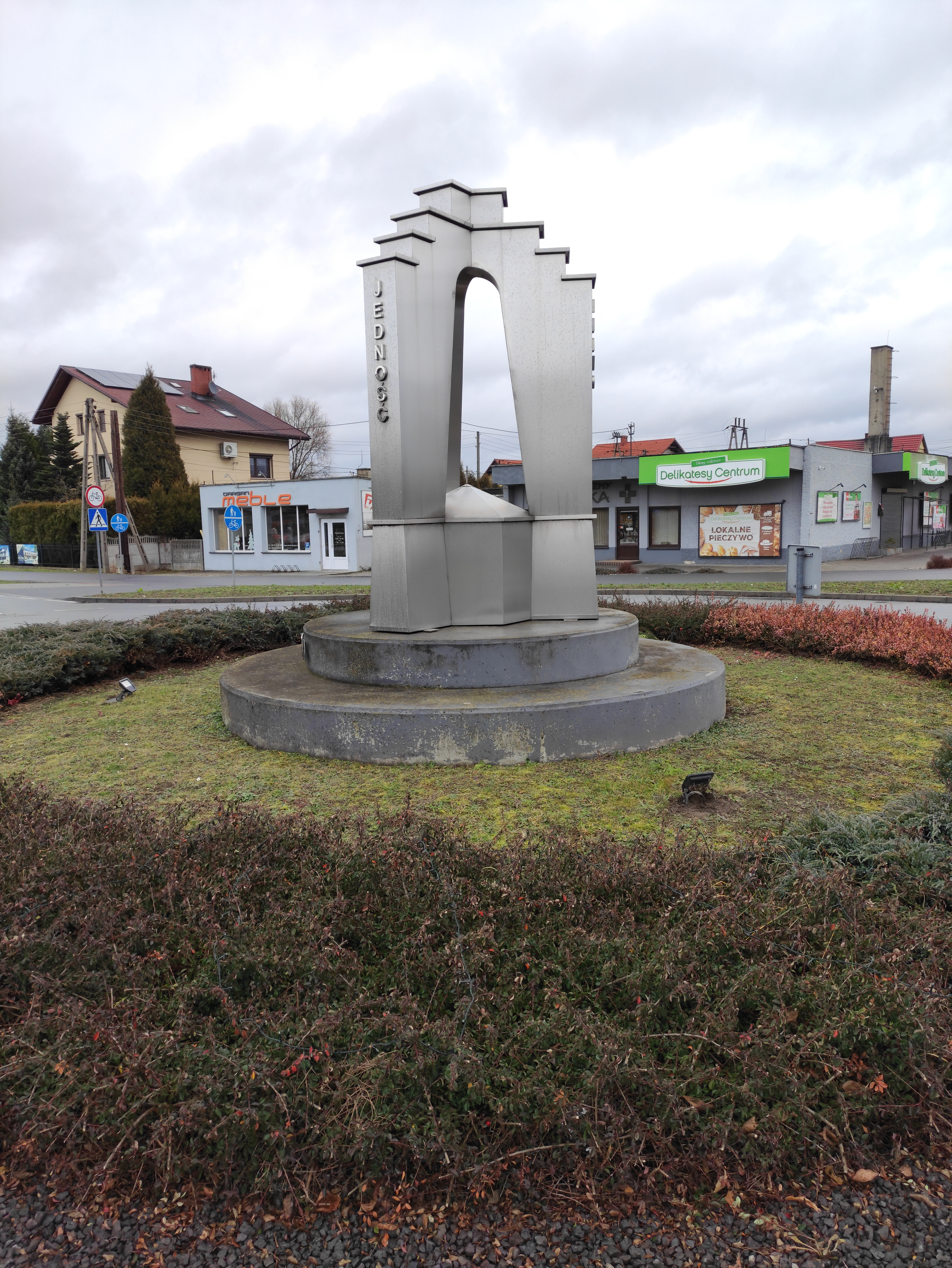
Druhý památník